# Phoradendron mirandense
Phoradendron mirandense är en sandelträdsväxtart som beskrevs av Kuijt. Phoradendron mirandense ingår i släktet Phoradendron och familjen sandelträdsväxter. Inga underarter finns listade i Catalogue of Life.